# Mahela
Mahela ist ein Küstenort im Osten von Madagaskar. 2001 lebten dort 9206 Menschen.

## Geografie
Mahela liegt im Distrikt Antanambao Manampotsy, in der Region Atsinanana. Der Ort liegt am See Farihy Rangazavaka.
Die Hauptstadt Antananarivo liegt 250 Kilometer nördlich der Stadt.

## Wirtschaft und Infrastruktur
Die Einwohner Mahelas leben zu 95 % von der Landwirtschaft, bei der sie hauptsächlich Reis anbauen. Des Weiteren arbeiten weitere 5 % im Dienstleistungssektor. Die wichtigsten Güter des Ortes sind Reis, Kaffee und Bananen.